# Lingua a-pucikwar
A-pucikwar (altri nomi: Pucikwar, Puchikwar) è una lingua quasi estinta appartenente alla famiglia delle lingue andamanesi. 
È una lingua degli abitanti delle Isole Andamane, che è stata ormai sostituita dalla lingua hindi. Nel 2006, il numero di parlanti è stato stimato in 10 o meno.